# Tippeligaen de 1993
A edição de 1993 da Tippeligaen (primeira divisão do futebol norueguês) teve como vencedor o Rosenborg BallKlub, vencedor também da edição anterior.

## O campeonato
O torneio de 1993 da primeira divisão do futebol norueguês iniciou-se em 1 de maio e terminou em 17 de outubro. O sistema de disputa foi o modo clássico: pontos corridos, com todas as doze equipes jogando entre si duas vezes, em um total de 22 rodadas. Cada vitória valia três pontos, e cada empate, um ponto. Somando mais pontos, a equipe Rosenborg tornou-se campeã. Os dois últimos times, Lyn e Fyllingen Fotball foram rebaixados para a segunda divisão em 1994. O décimo colocado, Molde, disputou uma série de repescagem com duas equipes da segunda divisão.

## Classificação final
| Pos | Equipe          | J  | V  | E | D  | GM | GS  | Pts |
| --- | --------------- | -- | -- | - | -- | -- | --- | --- |
| 1   | Rosenborg       | 22 | 14 | 5 | 3  | 47 | -30 | 47  |
| 2   | Bodø/Glimt      | 22 | 14 | 3 | 5  | 51 | -24 | 45  |
| 3   | Lillestrøm      | 22 | 13 | 3 | 6  | 47 | -26 | 42  |
| 4   | Viking          | 22 | 13 | 2 | 7  | 38 | -27 | 41  |
| 5   | Hamarkameratene | 22 | 10 | 3 | 9  | 42 | -39 | 33  |
| 6   | Tromsø          | 22 | 6  | 8 | 8  | 25 | -25 | 26  |
| 7   | Brann           | 22 | 7  | 5 | 10 | 31 | -38 | 26  |
| 8   | Kongsvinger     | 22 | 7  | 4 | 11 | 33 | -41 | 25  |
| 9   | Start           | 22 | 6  | 5 | 11 | 26 | -29 | 23  |
| 10  | Molde           | 22 | 5  | 7 | 10 | 23 | -36 | 22  |
| 11  | Lyn             | 22 | 6  | 4 | 12 | 39 | -53 | 22  |
| 12  | Fyllingen       | 22 | 4  | 5 | 13 | 21 | -55 | 17  |